# Columbia Basin Project

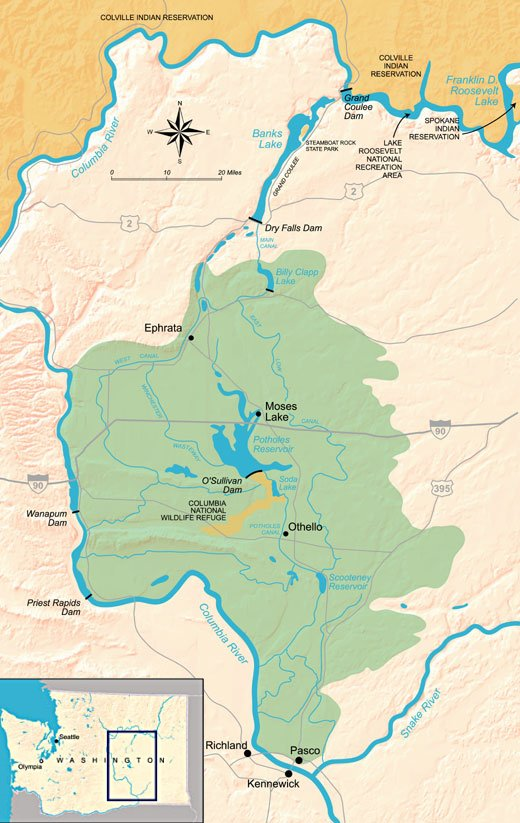
Das Gebiet des Columbia Basin Project

Das Columbia Basin Project (oder CBP) im zentralen Teil des US-Bundesstaates Washington ist das Bewässerungs-Netzwerk, das durch den Grand Coulee Dam ermöglicht wurde. Es handelt sich um das größte Projekt in den Vereinigten Staaten, in dem Wasser zur Nutzbarmachung von Land eingesetzt wird, indem es zur Bewässerung auf 670.000 Acres (2.711 km²) des 1.100.000 Acres (4.452 km²) großen Projektgebietes zur Verfügung gestellt wird; ursprünglich sollte das gesamte Projektgebiet bewässert werden. Das Land ist immer noch als bewässerbar klassifiziert und kann durch Ausweitung des Systems einbezogen werden. Das aus dem Columbia River gepumpte Wasser wird über 331 mi (533 km) lange Hauptkanäle geleitet und in zahlreichen Stauseen gespeichert, von dort in 1.339 mi (2.155 km) sekundäre Kanäle abgeleitet und schließlich über 3.500 mi (5.633 km) Drainagen und Gräben verteilt. Der Grand Coulee Dam, das dortige Wasserkraftwerk und verschiedene andere Teile des Projekts werden vom United States Bureau of Reclamation betrieben. Es gibt im Projektgebiet drei Bewässerungsbezirke (den Quincy-Columbia Basin Irrigation District, den East Columbia Basin Irrigation District und den South Columbia Basin Irrigation District), die zusätzliche lokale Einrichtungen unterhalten.

## Geschichte
Das Bureau of Reclamation wurde 1902 gebildet, um die trockenen Weststaaten landwirtschaftlich nutzbar zu machen. Das Columbia Plateau im zentralen Washington war eines der primären Ziele – eine Wüste mit fruchtbaren Löss-Böden und dem sie durchfließenden Columbia River.
Konkurrierende Gruppen warben für verschiedene Bewässerungs-Projekte; eine Gruppe aus Spokane wünschte einen vom Lake Pend Oreille herabführenden 134 mi (216 km) langen Kanal, während eine Gruppe auch Wenatchee (weiter südlich) einen großen Damm am Columbia River bauen wollte, der Wasser in die nahegelegene Grand Coulee pumpen sollte, eine damals trockene und von vielen Canyons durchzogene Flussterrasse.
Nach dreizehn Jahren Diskussion genehmigte Präsident Franklin D. Roosevelt das Damm-Projekt und gab Gelder aus dem National Industrial Recovery Act frei. (Das Projekt wurde später eigens durch den Rivers and Harbors Act von 1935 und erneut durch den Columbia Basin Project Act von 1943 genehmigt, welch letzterer ihn unter den Reclamation Project Act von 1939 stellte.) Der Bau des Grand Coulee Dam begann 1933 und wurde 1942 abgeschlossen. Sein Hauptzweck, Wasser zur Bewässerung bereitzustellen, wurde während des Zweiten Weltkriegs zugunsten der Erzeugung von Elektroenergie zurückgestellt, die für Kriegszwecke genutzt wurde. Zusätzliche Wasserkraft-Kapazität wurde in den 1970er Jahren bereitgestellt. Der am Columbia River entstandene Stausee wurde zu Ehren des Präsidenten Franklin Delano Roosevelt Lake genannt. Das Reservoir zur Bereitstellung von Wasser für die Bewässerung wurde Banks Lake genannt.
Nach dem Zweiten Weltkrieg erfuhr das Projekt eine Reihe von Rückschlägen. Die Bewässerungssysteme begannen sich zwischen 1948 und 1952 zu füllen, doch die Kosten explodierten, so dass ein Plan aufgestellt wurde, die vom Wasser profitierenden Menschen über die Zeit an den Kosten zu beteiligen und so das Projekt zu refinanzieren; dieser Plan wurde mehrfach überarbeitet und zur ständigen Subvention. Außerdem scheiterte die ursprüngliche Vision eines sozialen Großprojekts, Landwirte auf kleinen Ländereien anzusiedeln. Die Farm-Flächen, zunächst in der Größe beschränkt, wurden immer größer und bald zu Agrarindustrie-Flächen.
Der ursprüngliche Plan war, dass eine Bundesbehörde ähnlich der Tennessee Valley Authority das gesamte System managen würde. Stattdessen durchkreuzten die Konflikte zwischen dem Bureau of Reclamation und dem US-Landwirtschaftsministerium die Pläne beider Behörden, landwirtschaftliche Kleinbetriebe im Projektgebiet anzusiedeln; stattdessen kamen größere Betriebe zustande.
Die Entschlossenheit, das gesamte Projektgebiet (1.100.000 Acres (4.452 km²)) zu bewässern, flaute in den 1960er Jahren ab. Die geschätzten Gesamtkosten für den Abschluss des Projekts hatten sich zwischen 1940 und 1964 verdoppelt. Es wurde klar, dass die Investition der Regierung nicht wieder refinanziert werden konnte und dass die Vorteile des Projekts ungleich verteilt worden waren, indem größere Firmen bevorzugt wurden. Dies und weiteres dämpfte den Enthusiasmus über das Projekt, doch sind die genauen Motive hinter der Entscheidung, die Projektbauten etwa bei der Hälfte zu stoppen, unbekannt.

## Geologie

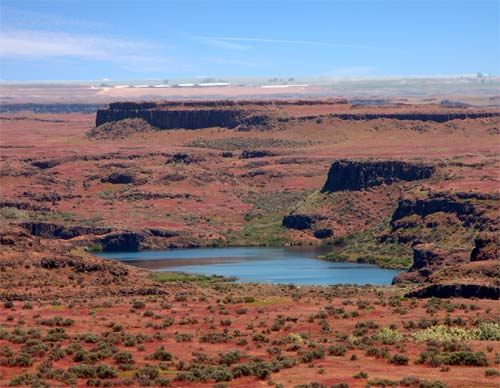
Die Drumheller Channels, 10 Meilen (16 km) südlich des Potholes Reservoir, sind ein Beispiel für Channeled Scablands

Das Einzugsgebiet des Columbia River im zentralen Washington ist wegen seiner Löss-Böden fruchtbar, doch große Teile davon sind nahezu eine Wüste, deren mittlerer Jahresniederschlag unter 254 Millimetern liegt. Das Gebiet ist durch große Ablagerungen von Flutbasalten gekennzeichnet, die tausende Fuß dick sind und über eine Periode von etwa elf Millionen Jahren im Miozän abgelagert wurden.:288 Diese Flutbasalte treten an einigen Stellen an die Oberfläche, während sie an anderen von dicken Schichten von Löss bedeckt sind.
Während der letzten Eiszeit formten Gletscher die Landschaft des Columbia River Plateau. Eis blockierte den Columbia River nahe dem Nordende der Grand Coulee und schuf die glazialen Seen Columbia und Spokane. Die Eiszeitgletscher formten auch den Lake Missoula im heutigen Montana. Die Erosion erlaubte dem eiszeitlichen Lake Columbia, dorthin zu entwässern, was die Grand Coulee werden sollte, welche voll ausgeformt wurde, als sich der eiszeitliche Lake Missoula zusammen mit dem Lake Columbia abrupt entleerte.:305 Dieses Ereignis ist eines von mehreren als Missoula-Fluten bekannten. Einzigartige Erosions-Strukturen, Channeled Scablands genannt, sind Ergebnis dieser Fluten.

## Projektbestandteile

### Grand Coulee Dam und Lake Roosevelt
- Grand Coulee Dam (1950)[5]
  - Rechtes (nördliches) Wasserkraftwerk
  - Linkes (südliches) Wasserkraftwerk
  - Ein drittes Wasserkraftwerk wurde 1974 an einem Nordflügel des Dammes, nördlich des Rechten Kraftwerks, gebaut.[6] Dieser Zusatzbau erweiterte die Energieerzeugung auf 300 %.[7]
- Lake Roosevelt
- Das Grand Coulee Dam-Pumpwerk (1953) besteht aus zwölf Pump-Turbinen und zwei umkehrbaren Pump-Turbinen-Einheiten. Die umkehrbaren Einheiten werden genutzt, um Wasser vom Lake Roosevelt in den Banks Lake zu pumpen, von dem aus es entweder in das Columbia Basin-Bewässerungssystem geleitet werden kann oder in den Lake Roosevelt zurückgeführt wird, um zusätzliche Energie im Netz bereitzustellen.[5]

### Feeder Canal, North Dam und Dry Falls Dam, Banks Lake
- Der Banks Lake (1951) ist ein künstliches Becken im Grand Coulee. Er ist 27 mi (43 km) lang und 1 mi (2 km) … 3 mi (5 km) breit. Die Grand Coulee hat nahezu vertikale Felswände von bis zu 600 ft (183 m) Höhe. Der North Dam am Banks Lake mit dem Feeder Canal

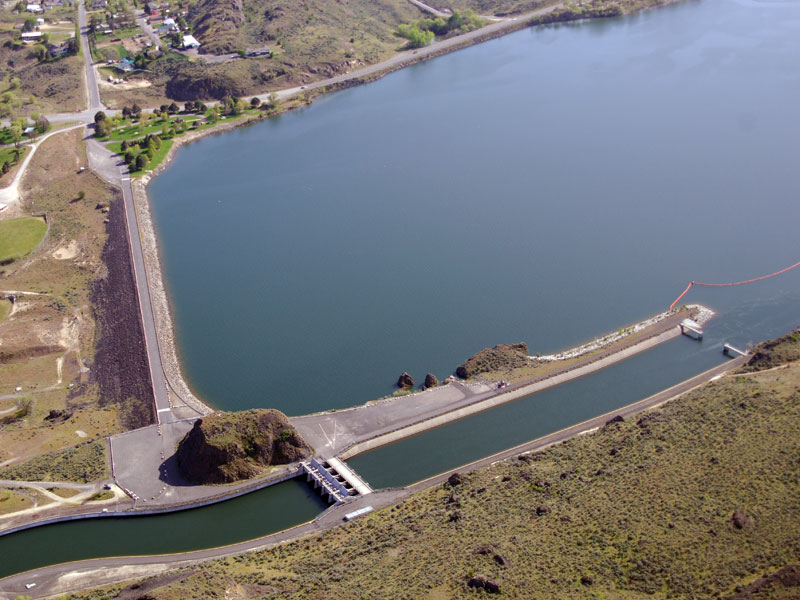
Der North Dam am Banks Lake mit dem Feeder Canal

  - Der North Dam nahe der Stadt Grand Coulee hat eine maximale Höhe von 145 ft (44 m) und eine Kronenlänge von 1.400 ft (427 m).
  - Der Dry Falls Dam oder South Dam nahe Coulee City hat eine maximale Höhe von 123 ft (37 m) und eine Kronenlänge von 8.880 ft (2.707 m). Die geografische Höhe beider Dammkronen beträgt 1.580 ft (482 m). Das Wasser erreicht den Banks Lake über den Feeder Canal von der Pumpstation aus.[5] Der Abfluss des Banks Lake ist der Main Canal nahe Coulee City. Das ist nahe der östlichen Mauer des Dry Falls Dam.[5] Der Banks Lake dient als Ausgleichs-Reservoir für die Speicherung von Wasser zu Bewässerungszwecken und kann auch zur Energieerzeugung genutzt werden.
- Der Feeder Canal (1951) verbindet den North Dam am Nordende des Banks Lake mit den Auslässen des Grand Coulee Pump-/ Wasserkraftwerks. Er ist 1,6 mi (2,6 km) lang und führt das Wasser in einem offenen Beton-Kanal und einer Zwillings-Röhre aus Beton.[5]
- Der Main Canal (1951) ist 8,3 mi (13,4 km) lang, einschließlich 2,4 mi (3,9 km) langer Abschnitte im See.[5]
- Der Bacon Tunnel und Pumpwerk (1950) ist ein 1.037,5 ft (316 m) langes abgedichtetes Ansaugrohr unter der Osterweiterung des Dry Falls Dam.[5]Luftbild des Pinto Dam.

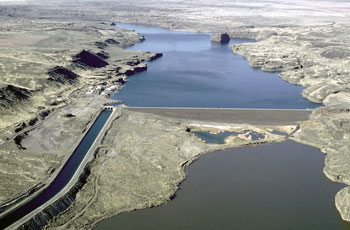
Luftbild des Pinto Dam.

- Der Billy Clapp Lake (Pinto Dam – eine mit Erde und Felsen aufgefüllte Konstruktion) (1951) (auch als Long Lake Dam bekannt) liegt am Südende des Long Lake Coulee. Der Stausee ist 6 mi (10 km) lang und 0,5 mi (0,8 km) breit.[5]
- Potholes Reservoir

## Bewässerung des Columbia Basin
Als er gebaut wurde, war der Grand Coulee Dam der größte Staudamm der Welt; er war jedoch nur ein Teil des Bewässerungsprojektes. Weitere Dämme wurden am nördlichen und am südlichen Ende der Grand Coulee, dem trockenen Canyon südlich des Grand Coulee Dam, gebaut, um so die Flussterrasse (engl. „coulee“) mit aus dem Columbia River gepumptem Wasser zu füllen. Der entstandene Stausee, der Banks Lake, ist etwa 30 mi (48 km) lang. Der Banks Lake dient im CBP als initialer Wasserspeicher. Zusätzliche Kanäle, Pumpstationen und Stauseen wurden südlich des Banks Lake gebaut und erstrecken sich über 100 mi (161 km). Wasser wird über 280 ft (85 m) vom Lake Roosevelt aufwärts befördert, um das umfangreiche Netzwerk zu füllen.
Der Gesamtabfluss des Columbia, der für das CBP an der Grand Coulee abgeleitet wird, variiert etwas von Jahr zu Jahr und beträgt derzeit etwa 3,7 Mrd. m³. Das sind etwa 3,8 Prozent des am Grand Coulee Dam gemessenen durchschnittlichen jährlichen Abflusses. Diese Menge ist größer als die zusammengenommenen jährlichen Abflüsse der nahegelegenen Yakima, Wenatchee, und Okanagan River. Es gibt Pläne, die Fläche bewässerten Landes in den nächsten Jahrzehnten zu verdoppeln, wie die Tour-Guides am Damm berichten. Die Website des Bureau of Reclamation berichtet jedoch nicht über weitere Pläne, die 671.000 Acres (2.715 km²) bewässerten Landes auf die ursprünglich geplante Fläche von 1.100.000 Acres (4.452 km²) auszudehnen.
Ende des 20./ Anfang des 21. Jahrhunderts ist das Interesse gewachsen, die 1.100.000 Acres (4.452 km²) große Fläche des Columbia Basin Project zu vollenden. Ein Grund für das neugeweckte Interesse ist die Erschöpfung des Odessa-Grundwasserleiters. Die landwirtschaftlichen Nutzer innerhalb der CBP-Grenzen aber außerhalb des bisher bewässerten Gebietes haben diesen Grundwasserleiter jahrzehntelang zur Bewässerung genutzt.

## Ungewollte Folgen
Die Wasserkraft-Nutzung war nicht das primäre Ziel des Projekts, doch während des Zweiten Weltkriegs stieg der Bedarf an Elektroenergie in der Region stark an. Die Hanford Site wurde gerade südlich des Projektgebietes gebaut und Aluminium-Hütten strömten im Columbia Basin zusammen. Ein neues Kraftwerk wurde ab den späten 1960er Jahren am Grand Coulee Dam gebaut und verdreifachte die erzeugte Energiemenge. Ein Teil des Dammes musste erweitert und neu gebaut werden, um Platz für die neuen Generatoren zu schaffen. Die Elektroenergie wird heute nach Kanada und südlich bis nach San Diego exportiert.
Es gibt eine Reihe von Fakten, die den Abfluss an Wasser für die Bewässerung betreffen. Die Projektregion erreichen jährlich etwa 150 … 250 mm Niederschlag, während die Zufuhr von Wasser für die Bewässerung einem Äquivalent von etwa 1.000 … 1.300 Millimetern gleicht. Die ursprünglichen Pläne zielten nicht ausreichend auf die notwendigen Pegel und Abflüsse. In einigen Fällen sind die Ergebnisse vorteilhaft. So bieten einige Seen Erholungsmöglichkeiten und Lebensraum für Fische und Wild. In anderen Fällen erzeugen Agrochemikalien im Abfluss unerwünschte Umwelteinträge.

## Umwelteinflüsse
Ein Umwelteinfluss bestand in der Reduzierung des Fischbestandes oberhalb der Dämme. Die Mehrzahl der Fischarten im Columbia Basin sind Wanderfische wie Lachse, Störe und Steelhead-Forellen. Diese Wanderfische werden oft geschädigt oder vollständig behindert, wenn sie die engen Passagen oder die Turbinen an den Dämmen passieren wollen. Zusätzlich zu den physischen Barrieren, die die Dämme bilden, führt die verringerte Geschwindigkeit und der geänderte Verlauf zur Erhöhung der Wassertemperaturen, Änderungen im Sauerstoffgehalt und geänderten Bedingungen im Flussbett. Diese geänderten Bedingungen können sowohl bei wandernden als auch stationären Fischen Stress oder Tod verursachen. Die Dezimierung der Wanderfische oberhalb des Grand Coulee Dam würde das traditionelle Fischen der Indianer im Gebiet beeinträchtigen, die einst ihr Leben dem Lachs anpassten.
Die Umwelteinflüsse des Columbia Basin Project haben es zu einem fortgesetzten und oft politisierten Gegenstand der öffentlichen Debatten gemacht. Ein geläufiges Argument gegen die Aufstellung von Schutzvorrichtungen an den Dämmen ist, dass nachträgliche Modifikationen wahrscheinlich nicht ohne weitere Einflüsse wären. Tour-Guides am Grand Coulee Dam meinen zum Beispiel, dass „eine Fischtreppe 5 mi (8 km) lang sein müsste, um die 550 ft (168 m) Höhenunterschied zu überwinden, und viele Fische sterben würden, bevor sie das obere Ende erreichten“, so dass keine Fischtreppen gebaut wurden. Anhänger der Hilfsmaßnahmen führen dagegen aus, dass solche Treppen immer noch besser wären als der Status quo, welcher zu merklichen Bestandseinbußen, vielleicht sogar zum Aussterben mehrerer Lachsformen geführt hätten.
Das vom Projekt bereitgestellte Wasser befördert die Landwirtschaft in der Region in großartiger Weise. Das nördliche zentrale Washington ist eins der größten und produktivsten Obstanbaugebiete der Welt. Ohne den Grand Coulee Dam und das umfangreichere Columbia Basin Project wäre diese Region zu trocken für die Landwirtschaft.

## Ökonomische Vorteile und Kosten
Nach dem Bureau of Reclamation beträgt die jährliche Wertschöpfung des Columbia Basin Project 630 Mio. US-Dollar bei den bewässerten Kulturen, 950 Mio. US-Dollar bei der Energieerzeugung, 20 Mio. US-Dollar beim Hochwasserschutz und 50 Mio. US-Dollar im Tourismus. Das Projekt selbst verursacht Kosten, die schwer zu bestimmen sind. Die Farmen, die Wasser zur Bewässerung beziehen, müssen dafür zahlen, aber aufgrund der unzureichenden Daten vom Bureau of Reclamation ist es unmöglich, die Gesamtkosten mit den Einnahmen zu vergleichen. Ungeachtet dessen decken die Zahlungen der Farmer nur einen kleinen Teil der Gesamtkosten, so dass die Landwirtschaftsbetriebe hohe Subventionen in Form von Wasser genießen. Kritiker beschreiben das CBP als klassisches Beispiel für Geld der Bundesregierung, das zur Subventionierung einer relativ kleinen Gruppe von Farmern im US-amerikanischen Westen genutzt wird, und das an Orten, wo es unter anderen Umständen niemals ökonomisch rentabel wäre.